# Hvězdovka Pouzarova
Hvězdovka Pouzarova (Geastrum pouzarii) je nejedlá velice vzácná, zákonem chráněná houba, která se v Čechách vyskytuje jen na několika málo lokalitách. Byla popsána v roce 1954 českým vědeckým pracovníkem (zoologem, mykologem a botanikem) Václavem Janem Staňkem.

## Popis

### Podhoubí
Barva myceliové vrstvy (podhoubí) je bělavá (později získává světle červenohnědé zbarvení), na povrchu má vrstvičku humusu a za vlhka se velmi lehce odlupuje. Po odloupnutí myceliové vrstvy (podhoubí) od plodnice je vnější povrch okrovky bílý (u mladých exemplářů) s opálovým leskem. V pozdějším stadiu získává zažloutlé až šedavé zbarvení. Vnější povrch okrovky jak u mladých tak i u starých plodnic má čárkovité rýžky, které probíhají ve směru každého cípu s tím, že se na konec sbíhají u špičky plodnice. Staré plodnice jsou skoro černé.

### Plodnice
Uzavřená plodnice se vyvíjí zprvu pod zemí, nad zemí se jeví jako drobná „houba“ s kulovitou plodnicí v podobě „vajíčka“ o běžné velikosti 7 až 15 mm (u větších exemplářů od 20 do 25 mm).

#### Vnější okrovka – „hvězda“
Mladé plodnice jsou polokulovité a uzavřené, v dospělosti po rozpuku vznikne z vnější okrovky 5 až 12 (nejčastěji ale 7 až 10) nestejných cípů a tato vnější okrovka se rozloží do tvaru jakési „hvězdy“ o průměru 20 až 55 mm. Cípy „hvězdy“ jsou částečně hygroskopické (jsou tedy tzv. polohygroskopické či semihygroskopické), na svých koncích jsou zašpičatělé (někdy i rozštěpené nebo rozpukané), mají tloušťku asi 1 až 2 mm, jsou nelesklé (jakoby pomoučeného vzhledu), v čerstvém stavu jsou zprvu světle okrové a později získávají okrově žlutohnědou až masově načervenalou (ve vlhku) barvu.

#### Vnitřní okrovka – „vajíčko“
Po rozpuknutí plodnice a rozložení vnější okrovky do „hvězdy“ se odhalí centrální, kulovitá („vajíčku“ podobná) vnitřní okrovka o velikosti 5 až 15 mm. Její barva (světlejší než je barva vnější „hvězdy“) je většinou bělavě šedá s jemně zrnitým, (v detailním zvětšení zrnitě drsným) jakoby pomoučeným povrchem. V dolní polovině přechází „vajíčko“ do zúžení a do zřetelného kruhového valu. Pod valem je 1 až 2 mm vysoký krček světle žluhohněné barvy (rozměry 1–3 mm x 2–4 mm) patrný většinou jen u dospělých exemplářů. Vršek „vajíčka“ je ozdoben výrazně vrásčitým, řasnatým, skládaným, kuželovitým ústím, které má zřetelné ohraničení (na dolním okraji ústí končí granulace povrchu „vajíčka“) a které je někdy trochu tmavší než ostatní povrch „vajíčka“.

### Rozšíření
Hvězdovka Pouzarova, dlouhou dobu považována za ryze český endemit, byla nalezena v Evropě a Asii, zaznamenán byl její výskyt také v Severní Americe (Mexiko). Kromě České republiky (jen v Čechách v oblasti termobohemika, na Moravě neroste) se vyskytuje také ve Španělsku, Švýcarsku a Rusku (v Rostovské oblasti a v pohoří Altaj). V Čechách existují tři hlavní centra výskytu:
- jihozápadní okraj Prahy (přírodní park Prokopské a Dalejské údolí);
- dolní Povltaví a
- České středohoří (jen jeho teplá část).[7]

### Ekologie
Houba je hniloživná (hniložijná; saprotrofní), roste obvykle v menších skupinkách na extrémně teplých až horkých, sluncem prohřátých a velice suchých skalnatých stráních a stanovištích na vyvřelinách (tj. na magmatických horninách, především na diabasech). Typickými stanovišti jsou slunné svahy skalních stepí nebo jižní stráně pokryté řídkým akátovým porostem.

### Fenologie
Časový průběh základních životních projevů začíná na začátku jara (v období od března do května), kdy vyrůstají plodnice. Pokud byla zima mírná, může tento proces začít již v lednu za předpokladu růstu plodnice na výhřevných podkladových horninách (vápenec, diabas). Na stanovištích pak houba vytrvává po celý zbytek roku. Hvězdovka Pouzarova roste často ve společnosti rozchodníků.

## Cizojazyčné názvy
- Slovensky: Hviezdovka Pouzarova[2]
- Německy: Böhmischer Erdstern[2]

## Latinská (vědecká) synonyma
- Geastrum campestre var. pouzarii[2] (V.J. Staněk) Calonge[7]
- Geastrum pedicellatum var. pouzarii[2] (V.J. Staněk) Dörfelt[7]

## Možné záměny
Na rozdíl od ostatních druhů hvězdovek má hvězdovka Pouzarova:
- béžově nahnědlou až masově načervenalou barvu;
- výrazné řasnaté, vrásčité, kuželovité a ohraničené ústí[3] a
- radiální rýhy na spodní části vnějšího obalu – vnější okrovky (exoperidie).[4][pozn. 9]

Vzhledem k uvedeným znakům (barva, ústí, radiální rýhy), ekologickým nárokům (slunné stráně skalních stepí na vyvřelinových podkladech) a k rozsahu doby růstu (jarní měsíce) je záměna hvězdovky Pouzarovy za nějaký jiný druh hvězdovky téměř vyloučena. Přesto může být zaměněna například za následující druhy:
- Hvězdovka drsná (Geastrum campestre; Geastrum campestre Morgan) roste na obdobných stanovištích jako hvězdovka Pouzarova, ale svoje čerstvé plodnice nevytváří na jaře.[7] Mycelinová vrstva (podhoubí) je k plodnici pevně přichycena a vnější povrch okrovky pod ní není rýhován.[7] Kromě těchto odlišností má hvězdovka drsná větší výtrusy (6,0 až 7,5 μm).[7]
- Hvězdovka pastvinná (Geastrum schmidelii; Geastrum schmidelii Vittad.) také neroste na jaře, má výraznější ústí vnitřní okrovky a plodnice není hygroskopická.[7]

## Galerie

Ilustrační fota podobných hvězdovek
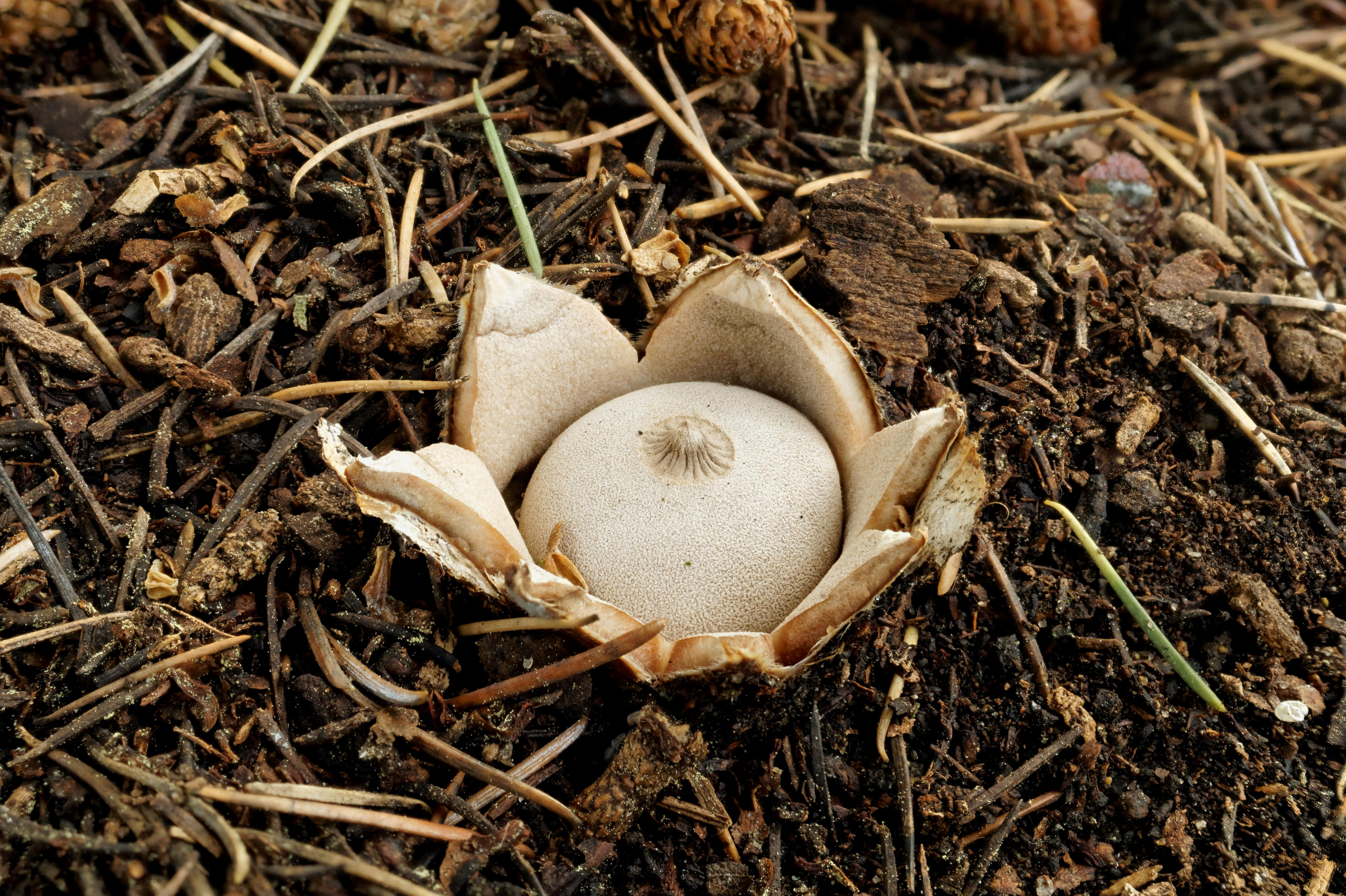
Hvězdovka drsná (Geastrum campestre)
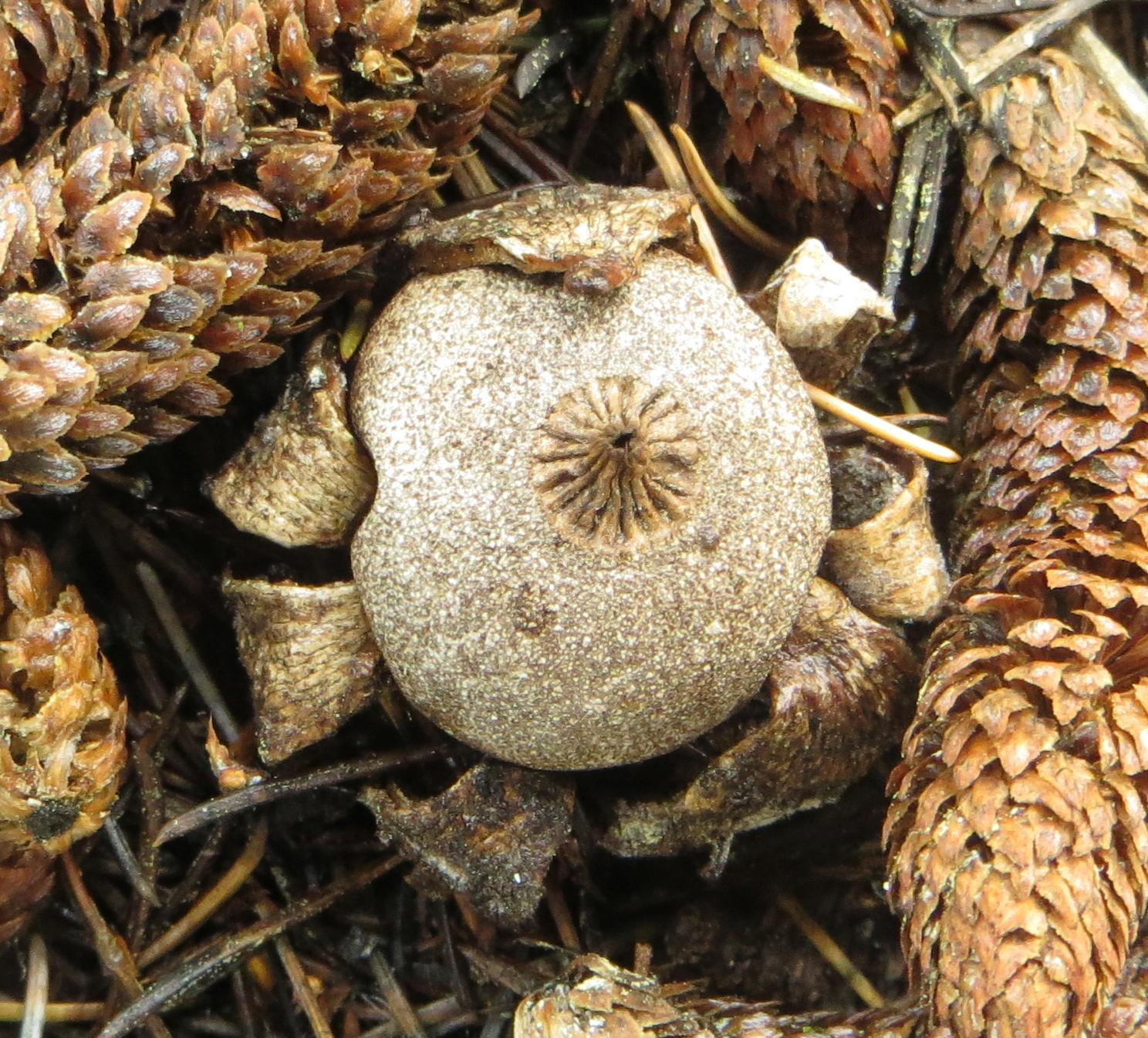
Hvězdovka drsná (Geastrum campestre)
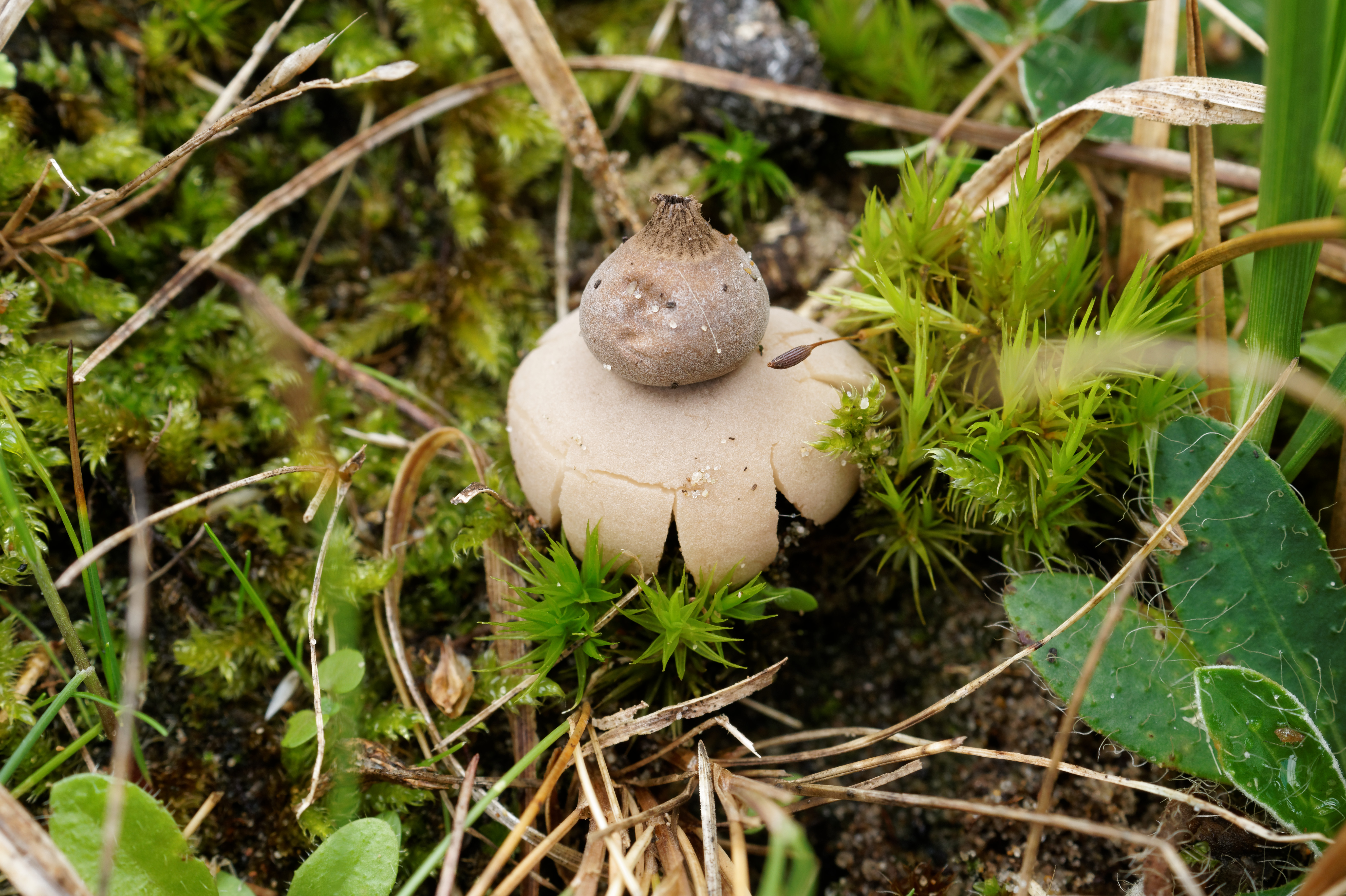
Hvězdovka pastvinná (Geastrum schmidelii)
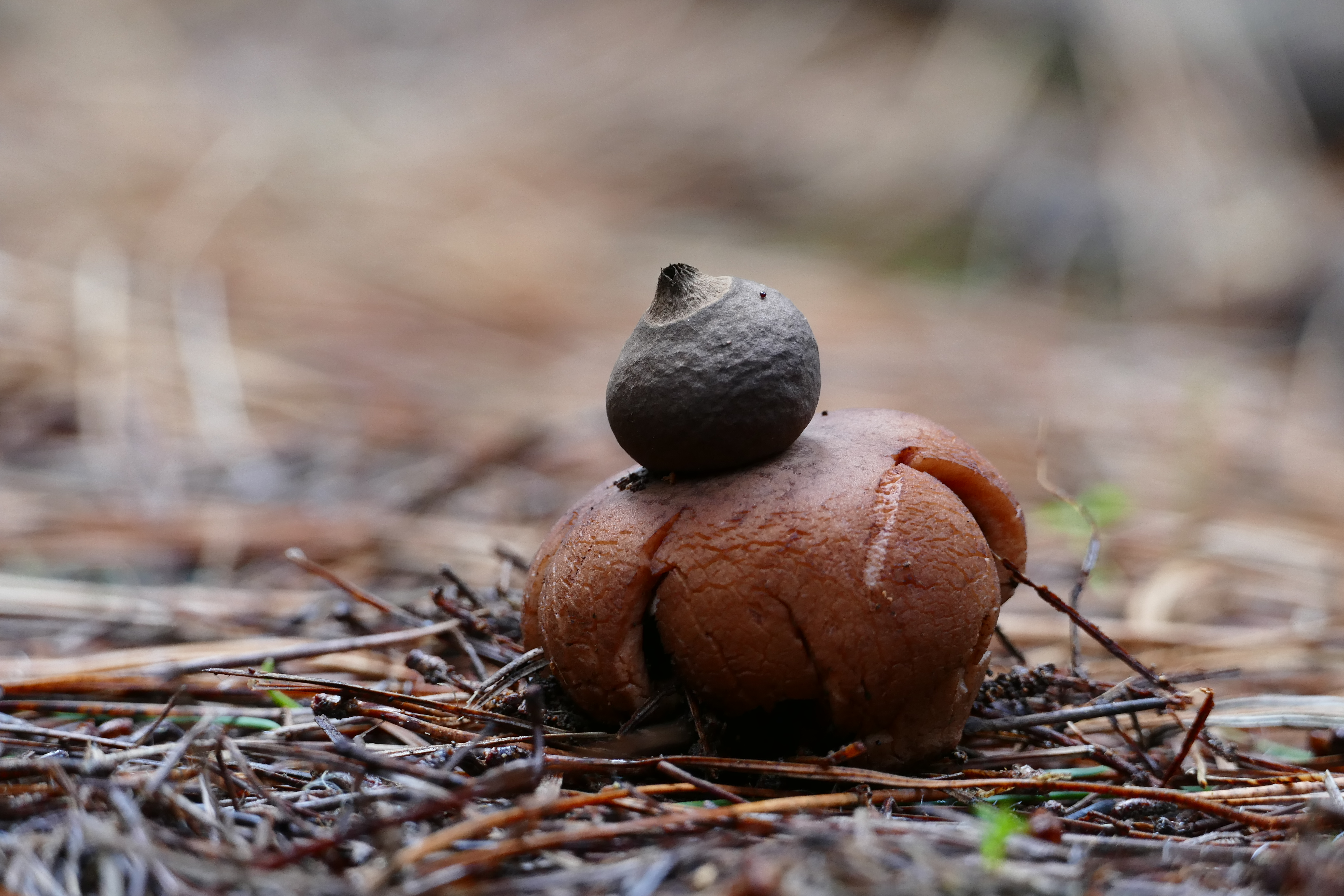
Hvězdovka pastvinná (Geastrum schmidelii)